# 维新镇 (纳雍县)
维新镇，是中华人民共和国贵州省毕节市纳雍县下辖的一个乡镇级行政单位。

## 行政区划
维新镇下辖以下地区：
维新社区、朝阳社区、扒那河村、光明村、红星村、马家包村、坪子村、奢沟村、水落冲村、雄块村、盐井村、阳光村、以苏块村、鱼塘村和咪布村。